# Partito Peronista Femminile
Il Partito Peronista Femminile (in spagnolo Partido Peronista Femenino, PPF) è stato un partito politico argentino creato nel 1949 e sciolto nel 1955. Il partito accettava solo donne e fu fondato da Eva Perón, che fu anche la sua prima presidente.
Il PPF fu organizzato e agì come un partito indipendente, autonomo dal Partito Peronista, dominato dagli uomini. Possedeva strutture e istituzioni politiche proprie. Sotto la guida di Eva Perón, il PPF cercò di coinvolgere le donne in politica a seguito dell'estensione del suffragio femminile nel 1947.
Nel 1955, in seguito al colpo di stato militare che depose Juan Perón dal potere, il Partito Peronista Femminile fu sciolto insieme a tutti gli altri partiti e organizzazioni peroniste.

## Storia
Dopo aver ottenuto il suffragio femminile nel 1947, la first lady Eva "Evita" Duarte de Perón si rese conto che la mera esistenza della legge non garantiva la presenza di donne tra i candidati con possibilità di essere eletti. Per questo motivo, nel 1949, insieme ad altre donne impegnate politicamente dal 1945, decisero di fondare il Partito Peronista Femminile. Nel 1951, il partito contava mezzo milione di iscritti.

### Origini
Il partito fu creato durante una riunione tenutasi al Teatro Cervantes il 26 luglio 1949. Pur essendo gestito in modo simile alla sezione maschile, Eva gestì il partito in modo completamente separato da esso. Tuttavia, il partito funzionava più come sezione e le donne del PPF furono inserite nelle liste del Partito Peronista. Analogamente al Partito Peronista, molti dei suoi membri erano leader emergenti della classe operaia.

### Lavoro
Il PPF fu organizzato a partire da unidades básicas femeninas ("unità di base femminili") che si formarono nei quartieri e nelle città, andando così a canalizzare la partecipazione politica diretta delle donne al movimento peronista. Durante la crisi economica che colpì l'Argentina nei primi anni '50, queste unità di base offrirono corsi di cucina, in particolare di cucina senza carne e di economia domestica, e facilitarono anche le discussioni sul Secondo Piano Quinquennale, tutti gratuiti e tenuti da volontari per il pubblico generale. Allo stesso modo, per aiutare le donne a risparmiare sull'abbigliamento, queste unità (insieme all'Associazione Peronista delle Casalinghe) in seguito offrirono corsi gratuiti di cucito, creazione di kit e ricamo.
Sotto il PPF, Eva diresse anche i ministeri del Lavoro e della Salute e si batté con successo per il suffragio femminile, con una legge approvata nel 1947 che consentiva a tutte le donne di votare. Nel 1949, alle donne fu concesso il diritto a un salario uguale a quello degli uomini e la nuova costituzione peronista diede alle donne garanzie costituzionali di uguaglianza nel matrimonio, concedendo loro pari autorità sui figli. Nel 1954, un anno prima che Perón fosse rovesciato dai militari, il governo peronista legalizzò anche il divorzio, con il codice di divorzio peronista che favoriva fortemente le querelanti donne. 
Grazie agli sforzi del PPF, nel 1951 un gran numero di donne furono elette per occupare posizioni legislative: 23 deputate nazionali, il numero più alto nell'emisfero occidentale, 6 senatrici nazionali e 80 legislatrici provinciali. Nello stesso anno il PPF contava 500 mila membri e oltre 3000 unità di base. 

### Morte di Eva Perón e scioglimento
Dopo la morte di Eva nel 1952, il partito iniziò a perdere forza e suo marito Juan Perón gli successe come presidente della sezione femminile. Poco dopo, Perón rinunciò alla presidenza, favorendo la deputata Delia Parodi. Come ogni altra organizzazione peronista, fu sciolta dalla giunta militare nel 1955, dopo questi rovesciò Juan Perón il 19 settembre 1955 durante la Rivoluzione Liberatrice.

## Presidenti
- Eva Perón (1949–1952)
- Delia Parodi (1952–1955)